# فیل مور (کالیفرنیا)
فیل مور (به انگلیسی: Fillmore) شهری در شهرستان ونتورا ایالت کالیفرنیا است که در سرشماری سال ۲۰۱۰ میلادی، ۱۵۰۰۲ نفر جمعیت داشته است. 